# قره قلعه (چیلدیر)
قره قلعه (به ترکی استانبولی: Karakale) یک منطقهٔ مسکونی در ترکیه است که در چیلدیر واقع شده‌است.